# Smodicum torticolle
Smodicum torticolle là một loài bọ cánh cứng trong họ Cerambycidae.